# Lista över filändelser
Lista över filändelser:

## Siffror
- .386 Windowssystemfil
- .3ds CAD-format (Autodesk 3ds Max)
- .3gp Videoformat som de flesta mobiltelefoner brukar spara videoinspelningar i, formatet hanteras bl.a. av Quicktime och VLC media player
- .7z Komprimerad arkivfil, hanteras av 7-Zip

## A
- .a Filändelse för objektkodsbibliotek. Denna filändelse kan även associeras med biblioteksfiler i Unix
- .a21 Filändelse för SOUNDWEB firmwarefiler.
- .a26 Filändelse för z26 Atari 2600-emulator ROM Fil
- .a78 Filändelse för Atari 7800 ROM-avbildning (IMAGE)
- .aaf Advanced Authoring Format - multimediafiler
- .acg Microsoft Agent förhandsgranskningsfil
- .act Fil skapad av Macromedia Action
- .acw Inställningsfil för hjälpmedelsguiden
- .adb (Ada-källkod)
- .ads (Ada-fil)
- .afm Postscript i Font Metrics (Adobe)
- .adi Auto CAD plotfile.
- .ai Fil till programmet Adobe Illustrator
- .amr (Adaptive multirate) Ljudfilsformat baserat på en komprimeringsmetod för tal som används i GSM-mobiltelefoni
- .ani Animerad muspekare
- .apm Plugin till Arachne för DOS.
- .app Datorprogram för Mac OS och Mac OS Classic.
- .arc Komprimerad fil. Packad med programmet ARC eller PKPak.
- .arj Komprimerad fil. Packad med programmet ARJ. Går att packa upp med Winzip, WinARJ, WinRAR mm.
- .asc MS-DOS text med layout, ASCII-fil
- .asf Advanced Streaming Format. Uppspelning av ljud och video.
- .avr Multimediafil som öppnas med till exempel Quicktime.
- .asp Kod för dynamiska internetsidor.
- .avi Audio Video Interleaved. Uppspelning av ljud och video.

## B
- .bat (Batch) Kommandofil som startar flera körbara program i DOS, Windows och OS/2
- .bak Backupfil. Säkerhetskopierade filer har oftast denna beteckning.
- .bas Fil skriven för programmeringsspråket BASIC
- .bfc Portföljfil som synkroniserar samma dokument på två olika ställen i en dator eller mellan flera datorer.
- .bin Komprimerad fil/Image fil.
- .blend Fil för 3D-programmet Blender.
- .bmp Bildfil
- .bz2 Fil komprimerad med bzip2-algoritmen

## C
- .c4d 3D-grafik med Cinema 4D
- .cab Cabinet. Komprimerad installationsfil som används av Windows.
- .cct Carbon Copy 32 Autopilot.
- .ccw Carbon Copy Document.
- .cda Ljudspår på en audio-cd.
- .cdr Grafikfil från programmet Corel Draw.
- .cgi Körbart skript, eller program, på webbserver som följer standarden Common Gateway Interface.
- .chk Checkdisk. Filer som skapas av systemverktygen ChkDsk eller ScanDisk.
- .chm Compiled HTML Help File. Vanligt format på hjälpfiler i Windows.
- .clp Klippbordsfil
- .cgm Grafikfil (Computer Graphics Metafile)
- .cmf Ljudfiler. Körs med till exempel Music Player
- .cob Cobol-källkod
- .cpl Windows kontrollpanelsfiler.
- .cps PC-Tools-fil.
- .cpt Corel Photo Paint.
- .crd Kartoteksfil.
- .crt Certifikat för Internet.
- .cur Muspekare i Windows.
- .cwk Claris Works-fil.
- .c C-källkod
- .cfg Configure. Konfigurationsfil med inställningar sparade för ett specifikt program.
- .cgm Computer Graphics Metafile. Bildformat.
- .chm Kompilerad HTML-fil
- .class Kompilerad Java-klass
- .com Programfil under DOS, Windows och OS/2.
- .conf Konfigurationsfil
- .cpp C++-källkod
- .cr2 Canon RAW-fil (foto)
- .css Stilmall exempelvis för webbsida
- .cue Tillhör en .bin-fil vid CD/DVD-kopiering

## D
- .dat Datafil. Filändelsen används av flera program.
- .db Nyckelfil eller databasfil. Kan innehålla lösenord eller serienummer till ett specifikt program. Kan också vara en databasfil.
- .dbf Databasfil som används av Microsoft Access.
- .dbx Mappar med e-post i till exempel Microsoft Outlook
- .deb Debian-paket
- .der Certifikat för Internet
- .dev
- .dcr Adobe Dreamweaver
- .dcm Medicinsk bild i DICOM-format.
- .dhtml Dynamisk HTML
- .dib Filer i bitmapformat för Windows (Device Independent Bitmap).
- .dic Ordboksfil ("dictionary")
- .dll (Dynamic-link library) Programbibliotek i Windows.
- .dmg Skivavbild. Vanligt format för att distribuera programvara för Mac OS X över Internet. Fungerar på samma sätt som en cd-skiva när den öppnas i Mac OS X. Se även Skivavbild.
- .dmp Minnesdumpsfil när Windows kraschar.
- .dot Dokumentmall skapad i programmet Microsoft Word.
- .dqv Frågefil i Excel
- .drv Drivrutin som gör det möjligt att använda en specifik hårdvara.
- .drw MicroGrafx-format
- .ds Twain-drivrutin. Gör det möjligt att hämta in en bild från en bildläsare eller digitalkamera.
- .doc Microsoft Word-dokument fram till och med version 2003
- .docx Microsoft Word-dokument från och med version 2007
- .dvi Tex/Latex device independent format.
- .dvdproj Fil som tillhör iDVD som är ett program i Apples program paket Ilife '06
- .dwg Fil i AutoCAD-format

## E
- .emf (Enhanced Windows Metafile) Vektorgrafiskt bildformat för Windows
- .eml Internet e-postmeddelande.
- .eps Encapsulated Postscript. Format för vektorgrafik och/eller bitmapbilder. Kan tolkas av många program.
- .err Händelsefil vid mjuk- eller hårdvarufel.
- .exe Datorprogram i vissa operativsystem (DOS, VMS, Windows m.fl.)

## F
- .fav Genvägar i Outlookfältet
- .fc Filesettings i First Class
- .fdf Adobe Acrobat Forms document
- .fla Adobe Flash, kan redigeras och sammanställs till Shockwave Flash (.swf)
- .flv Adobe Flash Video, Videofil som ofta förekommer på videositer tex Youtube
- .fm Filemaker Pro 2.1
- .fon Windows punktuppbyggda fontformat. Innehåller beskrivning av hur ett specifikt typsnitt ser ut.
- .fp3 Filemaker Pro 3/4/4.1
- .fp5 Filemaker Pro 5/5.5/6
- .fp7 Filemaker Pro 7/8/8.5
- .fpx Kodac FlashPix
- .frm Registrering eller orderblankett till ett sharewareprogram, eller ett projekt till Visual Basic 6.0

## G
- .gba Nintendo Game Boy Advance ROM Image.
- .gbc Nintendo Game Boy Color Emulator ROM Image File.
- .gid Global indexfil för Windows hjälptextfiler .hlp
- .gif (Graphics Interchange Format) Bildformat.
- .gm6 GameMaker: Studio 6 Projektfil.
- .gm8 GameMaker: Studio 8 Projektfil.
- .gm81 GameMaker: Studio 8.1 Projektfil.
- .gmk GameMaker: Studio 7 Projektfil.
- .gmx Komprimerad GameMaker: Studio-fil.
- .gmz GameMaker: Studio-fil
- .gra Microsoft Graph
- .grp Programgrupp i Windows. Innehåller ikoner som du hittar i startmenyn.
- .gz Komprimerad fil. Kan packas upp med gzip/gunzip.
- .gzl GoZilla filelist

## H
- .h C-headerfil
- .hlp Hjälptextfil
- .ht Fil till programmet Hyper Terminal i Windows.
- .htt HyperText Template
- .htx Mallfil med HTML-kod med diverse logiska villkor
- .html/.htm webbsida ("HyperText Markup Language")

## I
- .icw Internet Connection Wizard
- .iii Intel Video Phone
- .img Grafikfil
- .indd Dokumentfil från Indesign
- .inf Installationsinformation; här finns information om installationen av en hårdvara.
- .ins Installationsinformation; han ibland vara Internetkommunikationsrutiner.
- .isp Innehåller Internet kommunikationsrutiner.
- .isu Innehåller information som behövs när ett program ska avinstalleras från hårddisken. Filen skapas av installationsprogrammet InstallShield.
- .ico Bild till ikonen på programikoner och spelikoner
- .img Skivavbildsfil
- .ini Konfigurationsinställningar för ett specifikt program. Läses in av programmet när det startas.
- .iso Skivavbildsfil (ISO 9660)

## J
- .jbf Fil skapad av Paint Shop Pro. Innehåller små förhandsbilder av bilderna i ett bibliotek eller mapp.
- .jif Grafikfil som går att öppna i programmet Paint Shop Pro
- .js Javascript
- .jsp Java Server Pages
- .jar Java-arkivfil
- .java Java-källkod
- .jpeg/.jpg Bildformat mycket vanligt för fotografier

## K
- .ksp KSpread-kalkylark
- .kwd Kword-dokument
- .kdc Kodac Digital Camera File

## L
- .lit tidigare format för e-böcker som användes av Microsoft Reader. Varken programmet eller formatet säljs längre.
- .lbm Grafikfil skapad av programmet Deluxe Paint
- .ldb Postlåsningsinformation i Access
- .lex Stavningskontrollfil i bland annat Officepaketet
- .lha Komprimerad fil packad med programmet LHA.
- .lnk Länkfil i Windows 95 och senare. Alla genvägar har denna filändelse.
- .log Loggfil med information för löpande eller historisk data.
- .lst Lista av något slag
- .lwp Textdokument från Lotus Word Pro
- .lzh Komprimerad fil packad med programmet LHA. Kan packas upp med Winzip.
- .lib Library-fil, används av många program

## M
- .m m-filer används av programmet Matlab
- .m2v MPEG-2, Videoformat som används på digital-TV och DVD
- .m3u Spellista fil, för musik filer
- .mac Fil innehållande ett makro
- .mcc Genväg till The Microsoft Network
- .mcw Word 5.1 för Mac för att kunna öppna filen i Windows
- .mdb Databasfil till programmet Access
- .mde MDE-databas i Access
- .mdn Tom databasmall i Access
- .mid, .midi Musikfil med helt digital beskrivning av låten
- .mmf Ringsignal för mobiltelefoner
- .mim Matematik i Måneby sparat spel
- .mnf Sparad Microsoft Networksökning
- .mov Filmfil, till Apples program "Quicktime"
- .mp3 MPEG-1 Audio Layer 3, Vanlig Ljudfil
- .mp4 MPEG-4 Part 14, Videoformat
- .mpg, .mpeg MPEG-1, Vanligt videoformat
- .mp* Microsoft Project
- .mpd Microsoft Project 8.0 Project databas
- .mpv Filmfil
- .mqo 3d-modeller, vanligtvis skapade i programmet «Metasequoia.
- .msg Microsoft e-postbrev
- .msn Microsoft Network startfönster
- .msp Grafikfil skapad av programmet Microsoft Paint

## N
- .n64 Filändelse för N64 spel ROM eller spel avbildnings fil
- .nds Filändelse för Nintendo DS ROM eller spelavbildningsfil
- .nfo Informationsfil för Microsoft systeminformation.
- .nch Netscape Conference Call-fil
- .nsb Novaschem schemafil

## O
- .o Kompilerad men olänkad programfil
- .obd Microsoft Office Binder
- .obj Antingen ett ASCII-baserat format för 3D-objekt, eller kompilerad men olänkad programfil
- .obt Mall till Office Binder
- .obz Guide till Office Binder
- .odt OpenDocument-formatet - textbehandlingsdokument
- .ods OpenDocument-formatet - kalkylbladsdokument
- .odp OpenDocument-formatet - presentationsdokument
- .odg OpenDocument-formatet - teckningsdokument
- .odc OpenDocument-formatet - diagramdokument
- .odf OpenDocument-formatet - formeldokument
- .odi OpenDocument-formatet - bilddokument
- .odm OpenDocument-formatet - samlade dokument
- .ott OpenDocument-formatet - textbehandlingsmall
- .ots OpenDocument-formatet - kalkylbladsmall
- .otp OpenDocument-formatet - presentationsmall
- .otg OpenDocument-formatet - teckningsmall
- .otc OpenDocument-formatet - diagramsmall
- .otf OpenDocument-formatet - formelmall
- .oti OpenDocument-formatet - bildmall
- .oth OpenDocument-formatet - webbsidesmall
- .oft Microsoft Outlook-objektmall
- .old Säkerhetskopia av en textfil. Se .bak
- .olk Microsoft Outlook-adressbok
- .one Microsofte Office OneNote
- .opx Microsoft Organisationsschema
- .oqv Frågefil i Excel
- .oss Microsoft Officesökning
- .ocx OLE-objekt som ger ett program en specifik funktion. Används oftast av program skapade i programmeringsspråket Visual Basic.
- .odf Filändelse i Sun Microsystems Calc (inkluderad i Staroffice), OpenOffice.org Calc, ett s.k Spreadsheet formulär.
- .ogg Ogg multimediaformat för ljud.
- .ogm Komprimerad video container dvs filformat för OGG Vorbis komprimering som innehåller både video och ljud.

## P
- .p12 PKCS#12-fil, används bland annat för Bank-ID
- .pf Windows Prefetch-fil, för cachad programstartsdata. Även filändelse för Alladin systems krypterade fil format.
- .pak Komprimerad fil
- .par Windows swap-fil
- .pbk MSN-telefonlista
- .pcd Grafikfil som används på Kodak photo-CD
- .pct Grafikfil från Macintosh
- .pcv
- .pfb Postscript vektortypsnitt
- .pics Standardiserat filformat för animationer
- .pjg Komprimerad bildfil, hanteras av programmet packJPG
- .pm Pagemakerfil
- .pot Microsoft Powerpoint-mall
- .ppa Tillägg i Microsoft Powerpoint
- .pps Microsoft Powerpoint-bildspel
- .prel Adobe Premiere Elements, Videoprojektfil
- .prd Drivrutin till skrivare
- .ps Postscript-fil, vanligen för utskrifter
- .psd Grafikfil som är skapad i Adobe Photoshop
- .psp Paint Shop Pro-fil
- .pst Microsoft Outlook Data File, Personal Folder File
- .pwd Lösenordsfil i Windows där alla inställningar om en användare sparas
- .pwl Password list, lösenordsfil i Windows
- .pcx Grafikfil från Paintbrush
- .pdf Portable Document Format för Adobe PDF
- .php Kod för dynamiska internetsidor skrivna i PHP
- .pif Fil som används av Windows för specialinställningar när ett DOS-program startas
- .pl Perl-skript
- .pls Spellista för musikspelare
- .pmd
- .png (Portable Network Graphics) filformat för bilder och grafik; börjar ersätta GIF
- .ppt Microsoft Powerpoint-presentation till och med version 2003
- .pptx Microsoft Powerpoint-presentation från och med version 2007
- .pwn Pawn-skript.
- .py Python-skript

## Q
- .qic Filuppsättning för säkerhetskopiering.
- .qry Microsoft Query
- .qt Filmklipp som spelas upp med Quicktime
- .qtw Drivrutinsfil som används av Quicktime
- .qtz Quartz-composer fil som spelas upp av Quicktime
- .qxd Quark Express

## R
- .ra  Ljudfil skapad av Real Audio
- .ram Real Audio
- .rar Komprimerad fil
- .raw Bildformat, skapat av Canon
- .rb Ruby-script
- .rec Fil innehållande ett inspelat makro (datateknik)
- .reg Fil som innehåller de nycklar om ett program som återfinns i registereditorn
- .rhtml Embedded Ruby, motsvarar PHP/ASP/JSP; används av Ruby on Rails.
- .rm Real Media, från Real Networks
- .rmp RealJukebox, spellistor med mera till RealPlayer
- .rtf (Rich Text Format) format för dokumentfiler
- .rpm RPM Package Manager, programpaket för pakethanteraren RPM

## S
- .scd Microsoft Schedule
- .scp Nätverksscript för fjärranslutning
- .scr Skärmsläckarfil (Screensaver)
- .sdc Secure Download Cabinet
- .set Filuppsättning för Microsoft Backup
- .sfx Komprimerad fil, självuppackande
- .swf Shockwave Flash, från, Adobe, kan ej redigeras och kommer från .fla, används för till exempel spel på internet
- .sh Bourne shell-skript
- .shs Systemfil till Windows
- .sid
- .sis Application installer för symbian OS
- .sky Krypterad textfil som genereras av programmet SignStudio som används för att skapa märkskyltar till tekniska installationer.
- .smc
- .smd
- .so Shared Object, delat kod eller kodbibliotek i många unix-varianter
- .sqm
- .srt Undertextfil för bland annat .avi-filer
- .sub Subtitle, Undertextfil för videofiler
- .svg Bild i SVG (Scalable Vector Graphics)
- .swp Virtuell minnesfil i Windows
- .sys Systemfil till Windows eller drivrutin för DOS

## T
- .tap
- .tar Tape Archive, konkatenering av filstruktur till en fil
- .tex Tex/Latex källfil
- .tga Targafil med punktuppbyggd bild
- .tif (Tagged Image File-Formated) Grafikfil
- .tmp Temporär fil, skapas av ett program medan det är igång.
- .ttf Typsnittsfil, innehåller information om True-Type typsnitt.
- .tiff Bildfil
- .toast Imagefil till brännprogrammet "Toast"
- .torrent Bittorrent-filer
- .txt Textfil

## U
- .uae WinUAE spelkonfigurationsfil
- .uga Ulead GIF Animator-projektfil
- .uha UHARC-arkiv
- .uhs Fil tillhörande Universal Hint System
- .uin ICQ-registreringsfil
- .ul  uLAW-ljudfil
- .upc Ultimate Paint-fil
- .url Genväg (URL) till en plats på Internet

## V
- .v64 ROM-fil för Nintendo 64 emulatorer
- .vbo MS Access Package Deployment References
- .vbp MS Visual Basic v. 4.0-6.0-projekt
- .vbx Visual Basic-fil
- .vcf Telefonbok/Kopia
- .vcw MS Visual C++-fil
- .voc Ljudfil
- .vxd Virtuell drivrutin i Windows
- .vcf Telefonbok/Kopia

## W
- .wdb Databas skapad av Microsoft Works
- .win
- .wk1 Lotus 1-2-3 version 2
- .wk3 Lotus 1-2-3 version 3
- .wk4 Lotus 1-2-3 version 4
- .wmf (Windows Metafile) Vektorgrafiskt bildformat för Windows
- .wp5 Textfil skapad av Wordperfect
- .wps Textdokument i Microsoft Works
- .wri Dokument från ordbehandlingsprogrammet Windows Write
- .wav Enkel ljudfil (wave)
- .wma Windows Media Audio, ljudformat från Microsoft
- .wmp Windows Media Picture
- Windows Media Video.wmv Windows Media Video, videoformat från Microsoft
- .wps Textdokument i Microsoft Works

## X
- .xcf Gimps filformat för bilder
- .xlc Diagram i Excel
- .xlk Microsoft Excel-säkerhetskopia
- .xlt Microsoft Excel-mall
- .xlv Excel VBA-modul
- .xml Extensible markup language, konfigurations- eller databasfil i XML-format
- .xpm Bildfil
- .xls Microsoft Excel-arbetsbok till och med version 2003
- .xlsx Microsoft Excel-arbetsbok från och med version 2007
- .xpi  Utökningar för Mozilla Firefox

## Y
- .yaml/.yml YAML, ett uppmärkningsspråk

## Z
- .z3d ZModeler 3D Project File
- .z64 Nintendo 64 Emulator
- .zip Komprimerad arkivfil